# Schmattgeld
Als Schmattgeld (schmadden, schmatten, sich abschmadden = sich taufen lassen, sind späte jiddische Bildungen zu ursprünglich hebräisch meschummad = Apostat, das spätestens seit gaonäischer Zeit so gebraucht wird) bezeichnete man vor der rechtlichen Emanzipation der jüdischen Bevölkerung Pauschalabgaben, die jüdische Bewohner ehemals christlicher Häuser an den örtlichen Pfarrer zum Ausgleich für entgangene Gebühren entrichten mussten.
Ein Beispiel in Bayrisch-Schwaben ist die  Ichenhausener jüdische Gemeinde, entsprechend dokumentiert im  Burgauer Rezeß von 1717. Ein weiteres Beispiel ist im katholischen Pfarrarchiv Steppach (heute Neusäß) belegt.